# Theodor Siers
Theodor Siers (* 2. April 1910 in Celle; † 6. November 1991 ebenda) war ein deutscher Schachkomponist und Autor im Schach.

## Schachkomposition
Anregung zur Schachkomposition erhielt Siers 1925 von seinem Gymnasiallehrer Paul Paschke, der ihn mit Literatur versorgte. Seine erste Aufgabe schuf er im Juni 1927. Dieser Dreizüger kam jedoch erst im Februar 1930 in der Deutschen Schachzeitung zum Abdruck. An die Öffentlichkeit trat Siers erstmals mit einem Dreizüger, der am 13. November 1927 im Hannoverschen Kurier publiziert wurde und der später in das FIDE-Album aufgenommen wurde. Insgesamt hat er 300 bis 350 Aufgaben komponiert, darunter einige Zwei- und Dreizüger, aber meist Mehrzüger. Er baute gerne Aufgaben, die Weiß ein Abzugsschach mit dem Springer ermöglichen. Dieses Motiv wurde später in der Fachwelt als Siers-Rössel oder Siers-Batterie bezeichnet.
In den FIDE-Alben wurden mehrere seiner Aufgaben aufgenommen, wodurch er 22,5 Punkte erreichte. Dafür wurde er 1990 mit dem Titel FIDE-Meister für Schachkompositionen ausgezeichnet.
|   | a | b | c | d | e | f | g | h |   |
| 8 |   |   |   |   |   |   |   |   | 8 |
| 7 |   |   |   |   |   |   |   |   | 7 |
| 6 |   |   |   |   |   |   |   |   | 6 |
| 5 |   |   |   |   |   |   |   |   | 5 |
| 4 |   |   |   |   |   |   |   |   | 4 |
| 3 |   |   |   |   |   |   |   |   | 3 |
| 2 |   |   |   |   |   |   |   |   | 2 |
| 1 |   |   |   |   |   |   |   |   | 1 |
|   | a | b | c | d | e | f | g | h |   |

Dieser Dreizüger zeigt das Siers-Rössel.

Lösung:

Die Idee dieses Themas erkennt man, wenn Schwarz am Zug wäre. Auf 1. … La1 folgt 2. Se8+ Kf5 3. Sd6 matt. Will Schwarz deshalb das Feld d6 gedeckt halten und daher etwa 1. … Lb8 ziehen, dann folgt 2. Se6+ Kf5 3. Sd4 matt. In der aktuellen Stellung hält der schwarze Läufer diese beiden Mattfelder gedeckt.
Daher bringt Weiß mit einem Wartezug Schwarz in Zugzwang:

1. Le8!

1. … La1 2. Sh5+ Kf5 3. Sg3 matt

1. … Lh2 2. Se6+ Kf5 3. Sd4 matt

## Der Autor
Im Jahre 1948 stellte Siers sein Buch Rösselsprünge im Schachproblem (Schwalbenbücherei Band 3) fertig. Weitere theoretische Arbeiten veröffentlichte er in Fachzeitschriften, viele davon in Die Schwalbe:
- Springer- und Läuferfang (August 1937)
- Entfernte Springer-Umwandlung (April–August 1940)
- Holstumwandlung (Mai 1942)
- Siegfriedstrategie (Januar–März 1947)
- Das Kraftopfer (Engelhardts Schach-Taschenjahrbuch 1955, Seite 55–62)

## Privates
Siers war das jüngste von fünf Kindern einer Pastorenfamilie. Nach dem Abitur in Celle studierte er in Tübingen und Marburg Physik, Mathematik und Chemie. Während des Zweiten Weltkrieges arbeitete er als Diplomphysiker im Forschungsinstitut in Weil am Rhein. Von 1945 bis 1954 lebte er in Obershagen, danach arbeitete er bis zum Ende seiner Berufstätigkeit 1974 in der Isabellenhütte Dillenburg. 1979 zog er nach Celle-Garßen.